# La Longue Nuit de Francisco Sanctis
Pour plus de détails, voir Fiche technique et Distribution.
La Longue Nuit de Francisco Sanctis (La larga noche de Francisco Sanctis) est un film dramatique argentin écrit, réalisé et produit par Francisco Márquez et Andrea Testa, sorti en 2016. Le scénario de cette première œuvre des deux cinéastes est tiré du roman de Humberto Costantini dans lequel le personnage principal, interprété par Diego Velázquez, doit choisir entre ses principes et son intérêt.
Projeté et primé au Festival international du cinéma indépendant de Buenos Aires 2016, il est également sélectionné au Festival de Cannes 2016 dans la section Un Certain regard et concourt pour la Caméra d'or.

## Synopsis
Buenos Aires sous la dictature militaire en 1977. Francisco Sanctis est un modeste employé et un père de famille sans histoire qui se tient prudemment à distance de la politique et des polémiques. Mais une amie perdue de vue lui demande de prévenir deux hommes qu'ils sont sur le point d'être enlevés par un escadron de la mort. Il est face à un choix : prendre des risques pour sauver des inconnus ou ne rien faire pour protéger sa vie et celle de ses proches.

## Fiche technique
- Titre : La Longue nuit de Francisco Sanctis
- Titre original : La larga noche de Francisco Sanctis
- Réalisation : Francisco Márquez et Andrea Testa
- Scénario : Francisco Márquez et Andrea Testa d'après le roman de Humberto Constantini
- Photographie : Federico Lastra
- Montage : Lorena Moriconi
- Décors : Julieta Dolinsky
- Costumes : Jam Monti
- Son : Abel Tortorelli
- Production : Francisco Márquez et Andrea Testa
- Société de production :Pensar con las Manos
- Budget : 211 000 $
- Langue originale : espagnol
- Pays d'origine : Argentine
- Format : couleurs
- Genre : drame, historique
- Durée : 78 minutes
- Dates de sortie :

Argentine : 16 avril 2016 (Bafici)
France : 20 mai 2016 (Festival de Cannes)

## Distribution
- Diego Velázquez : Francisco Sanctis
- Laura Paredes : Angélica
- Valeria Lois : Elena
- Marcelo Subiotto : Perugia
- Rafael Federman : Lucho
- Romina Pinto : la prostituée
- Fiorela Duranda : Emilia
- Jorge Lorenzo : l'homme au bar

## Accueil

### Distinctions
Récompenses
Festival international du cinéma indépendant de Buenos Aires 2016 : Prix du meilleur film, du meilleur acteur (Diego Velázquez), prix SIGNIS et FEISAL
Sélections
Festival de Cannes 2016 : Un Certain regard et Caméra d'or